# علاءالدین دیزنی
علاءالدین دیزنی (انگلیسی: Disney's Aladdin (Virgin Games)) یک بازی ویدئویی است که توسط سگا و ویرجین اینتراکتیو در سال ۱۹۹۳ برای پلت‌فرم‌های سگا مگا درایو، سگا گیم جیر، سیستم سرگرمی نینتندو، گیم بوی و گیم بوی کالر و براساس انیمیشنی با همین نام منتشر شده‌است. همچنین یک نسخه متفاوت از این بازی توسط شرکت کپ‌کام در سال ۱۹۹۳ برای کنسول سوپر نینتندو تولید و منتشر گردید.
این بازی با فروش حدود ۴ میلیون نسخه یکی از پرفروشترین بازی‌های کنسول سگا مگا درایو می‌باشد، ضمن اینکه دو پورت از این نسخه، برای سیستم‌های کامپیوتری آن دوران (آمیگا و سیستم‌عامل داس) نیز تولید و منتشر گردید.

## گیم‌پلی
علاءالدین دیزنی یک بازی پلتفرم دوبعدی با نمای دوربین و حرکت جانبی می‌باشد که در آن گیمر کنترل شخصیت علاءالدین را در طول بازی و یک خط داستانی بر اساس فیلمی به همین نام به دست می‌گیرد. عمده حملات علاءالدین در فاصله کوتاه به وسیله شمشیر و در فاصله دورتر از دشمنان، توسط پرتاب سیب صورت می‌گیرد که البته سیب‌ها دارای محدودیت تعداد هستند، اما می‌توان آنها را در طول بازی به مقدار فراوان جمع‌آوری کرد. شاخص سلامت علاءالدین به وسیله دنباله‌ای از دود که از لامپ جینی در گوشه سمت چپ بالای صفحه بیرون می‌آید، نشان داده می‌شود. هر زمان که علاءالدین توسط دشمن یا تله‌های محیط آسیب ببیند، این رد دود کوتاه شده و درنتیجه سلامتی علاءالدین کاهش پیدا می‌کند. البته سلامتی را می‌توان با جمع‌آوری قلب‌های آبی رنگ جینی، که در گوشه و کنار محیط بازی قرار دارند، افزایش داد. اگر سلامتی علاءالدین تمام شود او خواهد مرد و گیمر یک جان خود را در بازی از دست می‌دهد. گلدان‌های آبی در نقاط مختلف بازی به منزله چک‌پوینت برای گیمر عمل می‌کند و در صورت مرگ علاءالدین، او مجدداً از آخرین چک‌پوینت (گلدان آبی) احیا و به بازی بازمی‌گردد. همچنین با جمع‌آوری آیکون‌های طلایی به شکل سر علاءالدین که در نقاط مختلف پنهان شده‌اند، می‌توان یک جان اضافی برای قهرمان بازی دریافت کرد. اگر آخرین جان علاءالدین نیز از دست برود، بازی به‌طور کامل به پایان می‌رسد. البته گیمر این امکان را دارد که میزان جان‌ها و سیب‌هایی که علاءالدین در شروع بازی در دست دارد را با تنظیم درجه سختی در منوی آپشن‌های بازی تعیین نماید. علاوه بر سیب‌ها، علاءالدین می‌تواند جواهراتی را از نقاط محتلف جمع‌آوری کند، که می‌توان آن‌ها را با فروشنده دروه‌گردی که در هر مرحله حاضر است معاوضه نمود و برای علاءالدین، جان و قابلیتی به نام Wish دریافت کرد. قابلیت Wish به گیمر این امکان را می‌دهد که پس از دست دادن آخرین زندگی خود، به جای اینکه مجبور باشد بازی را از ابتدا دوباره شروع کند، از جایی که آخرین بار جان خود را از دست داده ادامه بازی را پیگیری نماید. در بعضی از قسمت‌ها نیز بمب‌های قدرتمندی به شکل لامپ‌های جعفر وجود دارند، که با فعال کردن آن‌ها تمام دشمنان حاضر در صحنه، به سرعت نابود می‌شوند.

## توسعه بازی
مراحل ساخت این بازی از ژانویه ۱۹۹۳ با همکاری یک تیم ۱۰ نفره از انیماتورها آغاز و این پروژه را تبدیل به اولین بازی ویدئویی تاریخ نمود که با استفاده از انیمیشن‌های دست‌ساز ساخته شده بود. سپس تولیدات دست‌ساز به دفتر شرکت ویرجین در کالیفرنیا فرستاده شد تا در آنجا پروسه دیجیتایز شدن آن‌ها انجام شود. انیمیشن‌های این بازی با استفاده از تکنیک پویانمایی بر روی طلق که در کمپانی والت‌دیزنی بسیار رواج داشت، زیر نظر اندی لاکی، پاول اشمیدک (کارگردان تکنیکی) و به کارگردانی مارک دیتز و با استفاده از تکنیک فشرده‌سازی «دیجی‌سل» برای قرار دادن اطلاعات دیجیتالی بر روی کارتریج ساخته شد. کمپانی ویرجین برای سازندگان تا اکتبر ۱۹۹۳ ضرب‌الاجل تهیه کرده بود تا این محصول را نهایی کنند، زیرا قصد داشت همزمان با عرضه نسخه ویدئوی خانگی فیلم، این بازی را منتشر نماید. موسیقی بازی نیز که برگرفته از فیلم اصلی بود توسط دونالد گریفین و تامی تالاریکو تهیه گردید. بازی در نمایشگاه بین‌المللی سی‌ای‌اس تابستان سال ۱۹۹۳ به نمایش درآمد. بودجه زمان عرضه این بازی که حدود ۲۵۰ هزار دلار بود، توسط جفری کاتزنبرگ تهیه شد.

### نسخه‌های مختلف بازی
پورت‌های آمیگا و سیستم عامل داس کاملاً برپایه نسخه کنسول مگادرایو بودند، ضمن اینکه قابلیت‌های بهتری از جمله افکت‌های صوتی و موسیقی باکیفیت را شامل می‌شدند. پورت‌های گیم‌بوی و نینتندو ای‌اس کاملاً مشابه یکدیگر تولید شدند اما ویژگی‌هایی از جمله مرحله‌های «Inside The Lamp» و «جایزه» را که درنسخه اصلی وجود داشتند، در این دو پورت از بازی حذف شده بودند. پورت کنسول دستی گیم‌بوی توسط کمپانی تازه تأسیس آن زمان (اواسط دهه ۹۰ میلادی) NMS Software انجام گرفت. یک پورت از این بازی نیز توسط کمپانی پوینت سافت‌ویر برای سیستم عامل ویندوز ۹۵ تولید و در سال ۱۹۹۷ به وسیله شرکت ویرجین اینتراکتیو منتشر شد. در سال ۲۰۰۰ نیز یک پورت برای کنسول دستی گیم‌بوی کالر توسط شرکت Crawfish Interactive تولید و توسط یوبی‌سافت در سطح جهان منتشر گردید، که نسبت به نسخه مگادرایو بازی تفاوت‌های بسیار اندکی داشت. قرار بود یک نسخه از این بازی نیز برای سگا مگا سی‌دی تولید گردد که توسط سازندگان کنسل شد.

### انتشار مجدد
نسخه‌های مگادرایو، گیم‌بوی و سوپرگیم‌بوی این بازی در تاریخ ۲۹ اکتبر ۲۰۱۹ و در قالب یک مجموعه با نام بازی‌های کلاسیک: علاءالدین و شیرشاه، (در کنار یک پورت از بازی شیرشاه) برای پلتفرم‌های نینتندو سوئیچ، پلی استیشن ۴، اکس‌باکس وان و ویندوز مجدداً منتشر گردید. این نسخه‌ها دارای ویژگی‌های خاصی از جمله قابلیت ذخیره بازی در هر زمان، یک دکمه برای بازگشت به منوی اصلی، قابلیت انتخاب مرحله‌ها و یک آپشن برای نامحدود کردن جان و آسیب‌ناپذیر کردن قهرمان بازی داشتند. همچنین یک به‌روزرسانی دیگر برای این بازی در مجموعه‌ای با عنوان مجموعه بازی‌های کلاسیک دیزنی: علاءالدین، شیرشاه و کتاب جنگل منتشر شد که شامل نسخه‌هایی از پورت این بازی از سوپرنینتندو، مگادرایو و گیم بوی بود. این مجموعه قرار بود در تاریخ ۹ نوامبر ۲۰۲۱ منتشر شود اما با تأخیر و در تاریخ ۲۳ نوامبر انتشار یافت.

## بازتاب‌ها
| ناشر                    | امتیاز        |
| ----------------------- | ------------- |
| آل‌گیم                   | (GEN) · (GBC) |
| سی‌وی‌جی                  | 80%           |
| دراگون                  | [ ۲۰ ]        |
| اج                      | 8/10          |
| الکترونیک گیمینگ مانثلی | 34/40         |
| فامیتسو                 | 35/40         |
| GameFan                 | 386/400       |
| گیم‌پرو                  | 18.5/20       |
| گیمزمستر                | 95%           |
| آی‌جی‌ان                  | 8/10          |
| پی‌سی زون                | 70%           |
| Mean Machines Sega      | 82%           |
| Mega                    | 94%           |

### میزان فروش
در هفته ابتدایی انتشار بازی، شرکت سگا حدود ۱٫۶ میلیون نسخه از بازی را در فروشگاه‌های جهان عرضه نمود که ۸۰۰ هزار نسخه آن در اروپا و ۸۰۰ هزار نسخه دیگر نیز در آمریکا بود. ضمن اینکه نیمی از نسخه‌هایی که در اروپا عرضه شدند به صورت باندل (بازی به همراه کنسول) عرضه گردیدند. نسخه سگا جنسیس در آمریکا و در همان ماه اول به عنوان پرفروشترین بازی در چارت رده‌بندی گیم‌استاپ قرار گرفت. فروش جهانی این بازی ۴ میلیون نسخه می‌باشد که باعث گردید این بازی به عنوان سومین بازی پرفروش تاریخ کنسول مگادرایو/جنسیس (بعد از دو بازی سونیک خارپشت ۱ و سونیک خارپشت ۲) شناخته شود.

### بازخورد منتقدان
در زمان انتشار، مجله فامیتسو به نسخه مگادرایو بازی علاءالدین نمره ۳۵ از ۴۰ را داد. ماهنامه الکترونیک گیمینگ نسخه مگادرایو بازی را به عنوان بهترین بازی سال ۱۹۹۳ خود معرفی کرد. مجله دراگون نیز این بازی را در شماره ۲۱۱ خود و در ستونی با نام Eye of the Monitor بررسی و به آن نمره کامل ۵ از ۵ داد.
از وبسایت آی‌جی‌ان، Levi Buchanan این بازی را تحلیل کرده و نمره ۸ از ۱۰ به آن داد، او در تحلیل خود این بازی را مایه افتخار کنسول جنسیس (مگادرایو) دانسته و با وجود قدیمی بودن این کنسول، ادعا کرد که هنوز می‌توان امید به داشتن بازی‌های خوب ازنظر گیم‌پلی و هنرهای دیجیتالی بر روی این کنسول امید داشت.
ماهنامه انگلیسی Mega نیز این بازی را به عنوان دوازدهمین بازی برتر تاریخ کنسول مگادرایو رده‌بندی نمود. سایت گیمزریدار ضمن تحسین گرافیک و صوت این بازی را در رده هجدهمین بازی برتر تاریخ جنسیس/مگادرایو قرار داد.